# Enrique Gil Guerra
Enrique Gil Guerra (Madrid, 20 de julio de 1912 - 1 de marzo de 1996). Pintor, profesor de pintura y publicista.

## Biografía
Enrique Gil Guerra nació y vivió en Madrid (España). Hijo de Enrique Gil Pérez, grabador y orfebre, descendiente de una familiar afincada en Almagro (Ciudad Real) y de Leandra Guerra Galindo, descendiente de leoneses (Villamartín de Don Sancho). Quedó huérfano de padre a la edad de tres años ingresando como alumno interno en el Colegio de Huérfanos de San Ildefonso, donde ya manifestó su vocación artística. Aún se conservan magníficos dibujos del artista realizados con 12 y 13 años de edad.
Por este motivo ingresó en 1927, a los 15 años, como alumno de la Escuela Superior de Pintura, Escultura y Grabado de San Fernando de Madrid, graduándose en 1932. En la Escuela conoció al que sería su maestro Manuel Benedito, discípulo de Joaquín Sorolla y miembro junto con Álvarez de Sotomayor, Santiago Rusiñol, José María Sert, Zuloaga o Romero de Torres de la Generación de Pintores del 27. También bajo la tutela de Benedito comenzó sus primeras prácticas en la docencia, vocación que unida a la de pintor le acompañaría el resto de su vida.
Durante su estancia en la Escuela de San Fernando obtuvo altas calificaciones que le llevaron a disfrutar de los denominados entonces "Pensionados de Verano", estancias veraniegas en diversos lugares de la geografía española bajo la dirección de algunos profesores, en las que los estudiantes de la Escuela aprovechaban para conocer otras regiones y practicar su arte en otros entornos. Entre las de más importancia para su futura obra se encuentran los pensionados en Mallorca, Betanzos (Coruña) y Granada. En el verano de 1931 realizó un pensionado en la Alhambra (en el actual Parador de San Francisco). En esta ocasión tuvo la oportunidad de entrar en contacto con el entonces ya famoso escultor granadino Pablo de Loyzaga (Granada 1872 - 1951) al que visitó en su estudio en varias ocasiones. Allí conoció a la hija de este, María Elvira de Loyzaga, con la que contrajo matrimonio en 1942 tras terminar la Guerra Civil. María Elvia Loyzaga dedicó también su vida al arte en campos como la pintura, escultura y muñequería artística, esta última su actividad más renombrada. En 1954 tuvo a su único hijo, Pablo E. Gil-Loyzaga. 
Tras su graduación en la Escuela realizó el Servicio Militar para a continuación aprobar las Oposiciones de Catedrático de Instituto de Pintura y Dibujo en 1936. Lamentablemente fue convocado para recoger el Diploma de Catedrático el 19 de julio de 1936 en el edificio del Ministerio de Instrucción Pública y Bellas Artes. Los acontecimientos que tuvieron lugar esa jornada en el Cuartel de la Montaña, muy próximo a la sede del Ministerio, impidieron que pudiera retirar dicho Diploma en esa ocasión. Como para el resto de la población española, la Guerra Civil (1936-1939) modificó de forma clara sus expectativas profesionales.
Por ello, ya en la postguerra sus primeras actividades se orientaron hacia el ámbito del dibujo publicitario, que tenía más actividad económica y profesional en aquella época. En esta época arranca una de sus líneas profesionales de actuación que mantendría mucho años después de su jubilación como profesor. Con el pseudónimo de Nique y a veces con su propio apellido firma y desarrolla trabajos para diversas firmas publicitarias, especialmente para la empresa madrileña Valeriano Pérez (y luego Hijos de Valeriano Pérez). Sus trabajos de publicidad fueron muy reconocidos y premiados en diversas ocasiones (Feria de Jerez, Diario Pueblo, etc.).
En el ámbito docente, tras la contienda civil se incorporó a la Escuela de Artes y Oficios de Madrid (luego de Artes Aplicadas y Oficios Artísticos) trabajando tanto el la sede central de la calle de la Palma como en otras sedes de Madrid. Sus disciplinas preferidas fueron el dibujo de estatuas, la pintura y el dibujo publicitario. Alcanzó la jubilación en 1982.
Su actividad central, que no abandonó hasta poco tiempo antes de su muerte, siempre fue la pintura al óleo. Desde 1942 trabajó en su propio estudio que ubicó en los tres domicilios que ocupó sucesivamente en Madrid. Su incesante producción le permitió desarrollar un gran número de obras al óleo, con otras más esporádicas en acuarela y dibujos en sanguina o carboncillo. Realizó diversas exposiciones en salas madrileñas siendo muy destacadas las preparadas para las salas Macarrón y Alcón.

## Obra
Su estilo se encuadra dentro del realismo de principios del siglo XX, aunque a partir de la década de los '70 su pintura se acerca progresivamente al impresionismo. 
Su obra pasa por diversas fases. Es fácil reconocer durante sus estudios en San Fernando una breve, pero cierta, influencia del cubismo de Vázquez Díaz. No es extraño, ya que Gil Guerra es alumno de la Escuela en un curso posterior al de Salvador Dalí, inicialmente seguidor del mismo artista. Después de la Guerra Civil se centra en su natural tendencia al realismo tanto en el retrato, del cual es fiel exponente, como en el paisaje o en la figura. Cultiva motivos costumbristas populares españoles reflejando en sus lienzos los personajes típicos de distintas regiones, especialmente andaluces (gitanas, aguadoras, etc.), o paisajes urbanos rurales. El último periodo de su vida artística evoluciona progresivamente hacia el impresionismo, llegando a un compromiso entre el realismo que siempre le había caracterizado, la figura y el impresionismo.
Entre 1934 a 1992 realizó un gran número de retratos y cuadros al óleo que, en gran parte, fueron adquiridos por galerías y particulares de Estados Unidos, Canadá, Colombia, Venezuela, Chile, Suecia, Francia, Inglaterra, Bélgica, Japón, España, entre otros.
Algunas de sus obras más conocidas deben su popularidad a haber sido reproducidas ampliamente en calendarios y carteles. El famoso cuadro "Espiga Rota" se encuentra actualmente en la colección pictórica de UEE (Unión de Explosivos Río Tinto) junto a obras de Romero de Torres, Francisco Ribera y otros. Otras obras fueron adquiridas para la extensa colección pictórica de "Ulloa Óptico", etc.
Como publicista alcanzó también un gran renombre tanto en la actividad profesional como en la actividad académica. Fue profesor de disciplinas de Dibujo Publicitario en la Escuela de Artes Aplicadas y Oficios Artísticos de Madrid. 
En el ámbito profesional de la publicidad su anuncio más conocido es el Anís de la Asturiana, que apareció 5 o 6 veces al año ininterrumpidamente durante casi 50 años (entre 1950 y 1998), coincidiendo con las principales fiestas nacionales, en la contraportada del diario ABC de Madrid y Sevilla. En él aparecía una imagen de La Asturiana (según un dibujo creado y desarrollado por Nike, que fue el apodo profesional de Gil Guerra para sus actividades publicitarias) en una alegoría de la fecha o evento festejada en cada caso. Tal vez se trate de una de las publicidades que, al menos en España, se hayan mantenido sin apenas modificaciones (salvo las de la evolución del propio artista), durante un período más largo.

## Premios y distinciones
- 1930 - Premio de Pintura al Aire Libre de la Escuela Superior de Pintura, Escultura y Grabado de Madrid.
- 1930 y 1931- Pensionado de la Escuela de Bellas Artes de San Fernando en las Residencias de El Paular y Mallorca.
- 1931 - Medalla del Círculo de Bellas Artes de Madrid.
- 1931 - Concesión de Pensionado de la Escuela de Bellas Artes en la Residencia de La Alhambra de Granada.
- 1935 - Bolsa de viaje (Convocatoria Pública. Dirección General de Bellas Artes Orden Ministerial de 25/7/1934) de la Exposición Nacional de Bellas Artes.
- 1950 - Primer Premio y publicación de cartel en el Concurso de Carteles para la III Fiesta de la Vendimia y Feria de Jerez de la Frontera.
- 1951 - Primer Premio y publicación de cartel en el Concurso de Carteles para la Feria de Jerez de la Frontera.
- 1951 - Tercer Premio de la III Exposición Nacional de Publicidad del Diario Pueblo.
- 1953 - Medalla de Honor y Diploma de la 1.ª Exposición Internacional de Artesanía.
- 1970 - Artesano Distinguido en Madrid.
- 1970 - Premio para Calendario de 1970 de la Unión de Explosivos Río Tinto. Óleo seleccionado: "Espiga Rota".
- década de los '70 - Selección de Óleos para diversos Calendarios de la empresa Ulloa Óptico. Óleos seleccionados "Arlequín", "Vendedor de gafas", "Bailaora", etc.